# Ariadne archeri
Ariadne archeri is een vlinder uit de familie Nymphalidae. De wetenschappelijke naam van de soort is voor het eerst geldig gepubliceerd in 1958 door Carcasson.